# Palais archiépiscopal de Toulouse
Le palais archiépiscopal de Toulouse, actuellement hôtel de préfecture de la Haute-Garonne, est l'ancien palais de l'archevêque. Il est situé place Saint-Étienne à Toulouse.

## Historique
À la fin du XIXe siècle, le bâtiment qui ouvre sur la rue Fermat est annexé au palais pour l'extension de l'hôtel de la préfecture. Cet hôtel particulier qui présente des vestiges du XVIIe siècle appartenait à la famille du Cos de la Hitte et portait à cette époque le nom de cette très ancienne famille de la noblesse de Gascogne,

## Protection du patrimoine
Le palais est inscrit au titre des monuments historiques par arrêtés des 1er et 17 octobre 1990.